# Вязовский сельсовет (Тамбовская область)
Вязовский сельсовет — муниципальное образование со статусом сельского поселения в составе Жердевского района Тамбовской области Российской Федерации
Административный центр — село Чикаревка.

## История
В соответствии с Законом Тамбовской области от 17 сентября 2004 года № 232-З установлены границы муниципального образования и статус сельсовета как сельского поселения.

## Население
| 2010 | 2012 | 2013 | 2014 | 2015 | 2016  | 2017 |
| ---- | ---- | ---- | ---- | ---- | ----- | ---- |
| 1001 | ↘985 | ↘980 | ↘965 | ↗969 | ↗1005 | ↘966 |
| 2018 | 2019 | 2020 | 2021 |      |       |      |
| ↘946 | ↘894 | ↘870 | ↘805 |      |       |      |

## Состав сельского поселения
| № | Населённый пункт | Тип населённого пункта       | Население |
| - | ---------------- | ---------------------------- | --------- |
| 1 | Вязовое          | село                         | ↗311      |
| 2 | Осиновка         | деревня                      | 7         |
| 3 | Тафинцева        | деревня                      | ↘164      |
| 4 | Чикаревка        | село, административный центр | ↘519      |